# Valcabrère
Valcabrère é uma comuna francesa na região administrativa de Occitânia, no departamento de Alta Garona. Estende-se por uma área de 1,61 km². Em 2010 a comuna tinha 143 habitantes (densidade: 88,8 hab./km²).